# Schumannia
Schumannia ist ein unregelmäßig erscheinende Sonderausgabe der Deutschen Kakteen-Gesellschaft e.V. Die Zeitschrift ist benannt nach dem Berliner Botaniker und 1. Vorsitzenden der Deutschen Kakteen-Gesellschaft, Karl Moritz Schumann. Schumannia veröffentlicht wissenschaftliche Beiträge aus dem Bereich der Sukkulentenkunde. Die erste Ausgabe erschien 1994. Ab Ausgabe 2 (1998) erschien Schumannia beim Isensee Verlag unter der ISSN 1437-2517. Die Texte sind meist zweisprachig (deutsch und englisch), zum Teil nur deutsch. Nr. 4 und Nr. 6 erschienen als Gemeinschaftsausgabe mit „Biodiversity & Ecology“.

## Bisher erschienene Ausgaben
Artenschutz bei Sukkulenten
Schumannia 1. 1994. Herausgegeben von Barbara Burr & Dieter Supthut. 52 Seiten. 
Beiträge zur Biologie und Kultur sukkulenter Pflanzen
Schumannia 2. 1998. Herausgegeben von Detlev Metzing & Joachim Thiede. 141 Seiten. ISBN 3-89598-585-6
Kakteen und andere Sukkulenten in Brasilien
Schumannia 3. 2001 [erschienen 2002]. Herausgegeben von Detlev Metzing & Joachim Thiede. 235 Seiten. ISBN 3-89598-830-8
Sukkulentenforschung in Afrika. Succulent Plant Research in Africa. Festschrift Prof. Dr. Hans-Dieter Ihlenfeldt
Schumannia 4. 2004 (zugleich: Biodiversity & Ecolgy 2). Herausgegeben von Joachim Thiede, Maik Veste, Norbert Jürgens & Joachim Thiede. 249 Seiten. ISBN 978-3-89995-105-9
Beiträge zur Biologie und Kultur sukkulenter Pflanzen II
Schumannia 5. 2008. Herausgegeben von Detlev Metzing & Barbara Ditsch. 206 Seiten. ISBN 978-3-89995-485-2
Evolution of succulent plant families. Evolution sukkulenter Pflanzenfamilien.
Schumannia 6. 2010 (zugleich: Biodiversity & Ecolgy 3). Herausgegeben von Detlev Metzing & Norbert Jürgens. 296 Seiten. ISBN 978-3-89995-752-5